# 루벤 시모노프

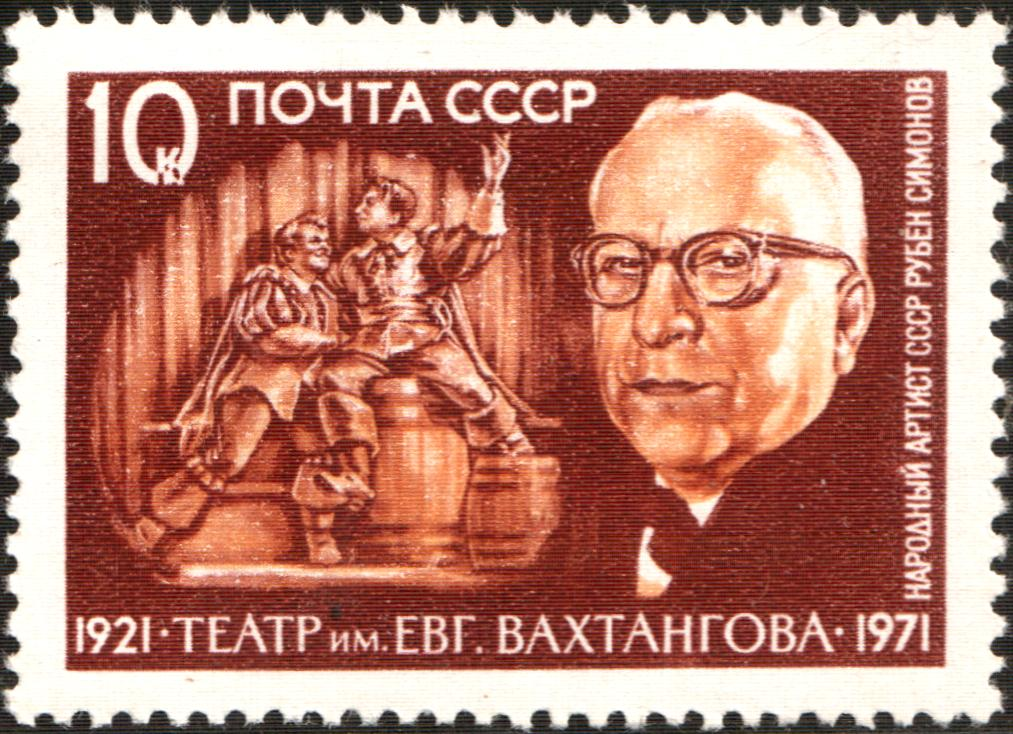

루벤 시모노프(Ruben Simonov, 러시아어: Рубен Николаевич Симонов, 1899년 4월 1일 ~ 1968년 12월 5일)는 러시아의 연출가다.
바흐탄고프 극장의 주역으로서 1939년 이래 이 극장의 수석 연출가였다. 자바드스키와 함께 그의 연출의 특색은 우아한 연극성, 섬세한 유머, 경쾌한 연극형식에 있다.